# Seznam železničních linek v závazku veřejné služby na Slovensku
Veškerá železniční doprava v závazku veřejné služby na Slovensku je objednávaná Ministerstvem dopravy. Většinu železničních linek na Slovensku stále provozuje dopravce Železničná spoločnosť Slovensko (ZSSK). Výjimkou je železniční trať Bratislava–Komárno, na kterou proběhla v roce 2022 veřejná soutěž a provozuje ji Leo Express Slovensko. Tuto linku již v minulosti provozoval jiný soukromý dopravce RegioJet. Slovenské ministerstvo dopravy plánuje vypsat další výběrová řízení i na jiné provozní soubory, zatím ale není jasný žádný časový plán.
Následující seznam vychází z koncepce Plánu Obnovy SK, jehož závaznou částí je „Plán dopravnej obslužnosti Slovenska pre železničnú osobnú dopravu“. Tato koncepce však uvádí několik možností číslování jednotlivých linek a nerespektuje linky již vzniklých integrovaných dopravních systémů, které nejeví zájem na změně jimi zavedených číslování. Proto u jednotlivých linek vycházíme z různých částí této studie a při finálním rozhodnutí budou i zde upraveny podle reality. Plán Obnovy předpokládá zavedení tří základních principů: číslování linek, taktové uzly a pásmovou obsluhu.

### Dálkové linky
| Linka | Trasa                                                                     | Takt ve špičce | Dopravce v roce 2025 | Dopravce v roce 2025 | Nasazované vozidlo     | Poznámka |
| ----- | ------------------------------------------------------------------------- | -------------- | -------------------- | -------------------- | ---------------------- | -------- |
| Ex1   | Bratislava – Žilina – Košice                                              | 60 min         |                      | ZSSK                 | 193, 383, 350, 361     |          |
| Ex2   | Púchov – Horní Lideč (– Praha)                                            | 120 min        |                      | ZSSK                 | 193, 383, 350, 361     |          |
| Ex3   | (Praha –) Břeclav – Kúty – Bratislava – Nové Zámky (– Štúrovo – Budapest) | 60 min         |                      | ZSSK                 | 193, 383, 350, 361     |          |
| Ex5   | (Košice –) Žilina – Čadca – Mosty u Jablunkova – Ostrava (– Praha)        | 120 min        |                      | ZSSK                 | 193, 383, 350, 361     |          |
| Ex6   | Košice – Hidasnémeti (– Budapest)                                         | 120 min        |                      | ZSSK                 | 362 +                  |          |
| R10   | Bratislava – Trenčín – Púchov (– Žilina)                                  | 120 min        |                      | ZSSK                 | 362 +, 561             |          |
| R11   | Bratislava – Trnava – Topoľčany – Prievidza                               | 120 min        |                      | ZSSK                 | 757 + Bdteer + Bdgteer |          |
| R13   | Bratislava – Galanta – Levica – Zvolen – Banská Bystrica                  | 120 min        |                      | ZSSK                 | 660, 362 +             |          |
| R14   | Zvolen – Lučenec – Jesenské – Rožňava – Košice                            | 120 min        |                      | ZSSK                 | 757 + Bdteer + Bdgteer |          |
| R15   | Zvolen – Banská Bystrica – Martin – Vrútky – Žilina                       | 120 min        |                      | ZSSK                 | 757 + Bdteer + Bdgteer |          |

### Zrychlené regionální linky
| Linka | Trasa                                            | Takt ve špičce | Dopravce v roce 2025       | Dopravce v roce 2025 | Nasazované vozidlo | Poznámka         |
| ----- | ------------------------------------------------ | -------------- | -------------------------- | -------------------- | ------------------ | ---------------- |
| Z22   | Bratislava – Trnava – Nitra                      | 60 min         |                            | ZSSK                 | 861                |                  |
| Z26   | Bratislava – Kittsee (– Wien)                    | 60 min         |                            | ZSSK                 | Desiro ML          | VOR REX 6        |
| Z30   | Košice – Michaľany – Čierna nad Tisou (– Čop)    | 60 min         |                            | ZSSK                 | 813.0, 163 +       |                  |
| Z31   | Košice – Prešov – Sabinov – Lipany               | 60 min         |                            | ZSSK                 | 660, 661           |                  |
| Z31   | Humenné – Michalovce – Trebišov – Košice         | 60 min         | 162/362 + Bdteer + Bdgteer | ZSSK                 |                    |                  |
| Z32   | Poprad – Stará Ľubovňa – Muszyna                 | nepravidelně   |                            | ZSSK                 | 813.11             | Beliansky Expres |
| Z35   | Banská Bystrica – Brezno – Nálepkovo – Margecany | 120 min        |                            | ZSSK                 | 861                |                  |

### Linky IDS Bratislavského kraje
| Linka | Trasa                                      | Takt ve špičce | Dopravce v roce 2025 | Dopravce v roce 2025 | Nasazované vozidlo      | Poznámka |
| ----- | ------------------------------------------ | -------------- | -------------------- | -------------------- | ----------------------- | -------- |
| S20   | Bratislava – Malacky – Kúty                | 30 min         |                      | ZSSK                 | 671                     |          |
| R20   | Bratislava – Devínská Nová Ves – Wien      | 120 min        |                      | ZSSK                 | 193 + Bdghmeer + Bmpeer |          |
| R20   | Bratislava – Devínská Nová Ves – Wien      | 60 min         | 1144 + Bmpz          | ZSSK                 | VOR REX 8               |          |
| S50   | Bratislava – Pezinok – Trnava              | 30 min         |                      | ZSSK                 | 671                     |          |
| R50   | Bratislava – Trnava – Trenčín              | 60 min         |                      | ZSSK                 | 361 + Bdmpeer           |          |
| S55   | Bratislava – Pezinok                       | 30 min         |                      | ZSSK                 | 671                     |          |
| S60   | Bratislava – Senec – Galanta               | 60 min         |                      | ZSSK                 | 263 + 951, 671          |          |
| R60   | Bratislava – Galanta – Nové Zámky          | 60 min         |                      | ZSSK                 | 361, 381 + 951, 561     |          |
| S65   | Bratislava – Senec                         | 60 min         |                      | ZSSK                 | 263 + 951, 671          |          |
| S70   | Bratislava – Kvetoslavov – Dunajská Streda | 60 min         |                      | LESK                 | LINT 41                 |          |
| R70   | Bratislava – Dunajská Streda – Komárno     | 60 min         |                      | LESK                 | LINT 41                 |          |
| S8    | Bratislava – Rajka – Hegyeshalom           | 60 min         |                      | ZSSK                 | 840                     |          |

### Linky IDS Žilinského kraje
| Linka | Trasa                                                        | Takt ve špičce | Dopravce v roce 2025 | Dopravce v roce 2025 | Nasazované vozidlo | Poznámka |
| ----- | ------------------------------------------------------------ | -------------- | -------------------- | -------------------- | ------------------ | -------- |
| S1    | Žilina – Považská Bystrica – Púchov – Trenčín                | 60 min         |                      | ZSSK                 | 661                |          |
| S2    | Žilina – Kysucké Nové Mesto – Čadca – Skalité                | 30 min         |                      | ZSSK                 | 660                |          |
| S21   | Čadca – Turzovka – Makov                                     | 60 min         |                      | ZSSK                 | 813.0              |          |
| S3    | Žilina – Vrútky – Kraľovany – Ružomberok – Liptovský Mikuláš | 60 min         |                      | ZSSK                 | 660                |          |
| S4    | Žilina – Rajecké Teplice – Rajec                             | 60 min         |                      | ZSSK                 | 813.0              |          |
| S5    | Vrútky – Martin – Turčianské Teplice – Horná Štubňa          | 60 min         |                      | ZSSK                 | 813.0              |          |
| S51   | Horná Štubňa – Handlová – Prievidza                          | 120 min        |                      | ZSSK                 | 813.0              |          |
| S52   | Horná Štubňa – Hronská Dúbrava – Zvolen                      | 120 min        |                      | ZSSK                 | 812                |          |

### Regionální linky - západ
| Linka | Trasa                                                    | Takt ve špičce         | Dopravce v roce 2025 | Dopravce v roce 2025 | Nasazované vozidlo | Poznámka          |
| ----- | -------------------------------------------------------- | ---------------------- | -------------------- | -------------------- | ------------------ | ----------------- |
| P12   | Kúty – Brodské                                           | 60 min                 |                      | ZSSK                 | Autobus            | Dlouhodobá výluka |
| P14   | Kúty – Skalica                                           | 60 min                 |                      | ZSSK                 | 840                |                   |
| P16   | Kúty – Senica – Trnava                                   | 60 min                 |                      | ZSSK                 | 660                |                   |
| P21   | Myjava – Nové Mesto nad Váhom – Trenčín                  | 60 min                 |                      | ZSSK                 | 813.0              |                   |
| P22   | Myjava – Vrbovce – Veselí nad Moravou (– Hodonín)        | 120 min                |                      | ZSSK                 | 848.4              | IDS JMK S91       |
| P23   | Trenčianská Teplá – Horné Srnie                          | 60 min                 |                      | ZSSK                 | 813.0              |                   |
| P24   | Trenčianská Teplá – Trenčianské Teplice                  | 120 min                |                      | ZSSK                 | 411.9              |                   |
| P25   | Púchov – Střelná – Horní Lideč                           | 120 min                |                      | ZSSK                 | 813.0              |                   |
| P33   | Trnava – Sereď – Galanta                                 | 60 min                 |                      | ZSSK                 | 660                |                   |
| P34   | Nové Zámky – Štúrovo                                     | 60 min                 |                      | ZSSK                 | 263 + 951          |                   |
| P35   | Komárno – Nové Zámky                                     | 60 min                 |                      | ZSSK                 | 263 + 951          |                   |
| P35   | Nové Zámky – Šurany – Levice                             | 60 min                 | 812, 263 + 951       | ZSSK                 |                    |                   |
| P40   | Nové Zámky – Šurany – Nitra                              | 60 min                 |                      | ZSSK                 | 861                |                   |
| P41   | Trnava – Leopoldov – Nitra                               | 120 min                |                      | ZSSK                 | 861                |                   |
| P42   | Nitra – Jeľšovce – Topoľčany                             | 60 min                 |                      | ZSSK                 | 813.0, 861         |                   |
| P43   | (Topoľčany –) Chynorany – Bánovce nad Bebravou – Trenčín | nepravidelně           |                      | ZSSK                 | 813.0              |                   |
| P44   | Topoľčany – Chynorany – Partizánske – Prievidza          | 60 min                 |                      | ZSSK                 | 813.0              |                   |
| P50   | Zvolen – Banská Bystrica                                 | 60 min                 |                      | ZSSK                 | 660                |                   |
| P51   | Nové Zámky – Šurany – Zlaté Moravce                      | nepravidelně           |                      | ZSSK                 | 812                |                   |
| P52   | Štúrovo – Čata – Levice                                  | 120 min                |                      | ZSSK                 | 812                |                   |
| P53   | (Čata – Šahy –) Krupina – Zvolen                         | 120 min (nepravidelně) |                      | ZSSK                 | 812                |                   |
| P54   | Zvolen – Hronská Dúbrava – Banská Štiavnica              | nepravidelně           |                      | ZSSK                 | 812                |                   |
| P55   | Levice – Nová Baňa – Hronská Dúbrava – Zvolen            | 120 min                |                      | ZSSK                 | 660                |                   |
| P73   | Skalité – Zwardoń                                        | 60 min                 |                      | ZSSK                 | 813.0, 660         |                   |
| P75   | Kraľovany – Dolný Kubín – Trstená                        | 60 min                 |                      | ZSSK                 | 813.0              |                   |

### Regionální linky - východ
| Linka | Trasa                                                                 | Takt ve špičce | Dopravce v roce 2025 | Dopravce v roce 2025 | Nasazované vozidlo | Poznámka          |
| ----- | --------------------------------------------------------------------- | -------------- | -------------------- | -------------------- | ------------------ | ----------------- |
| P60   | Zvolen – Detva – Lučenec                                              | 60 min         |                      | ZSSK                 | 861                |                   |
| P61   | Lučenec – Fiľakovo/Jesenské                                           | 120 min        |                      | ZSSK                 | 861, 812           |                   |
| P62   | Lučenec – Poltár (– Utekáč)                                           | 60 (120) min   |                      | ZSSK                 | 813                |                   |
| P63   | Jesenské – Rimavská Sobota – Tisovec                                  | 120 min        |                      | ZSSK                 | 861, 812           |                   |
| P64   | Brezno – Tisovec                                                      | nepravidelně   |                      | ZSSK                 | 812                |                   |
| P65   | Banská Bystrica – Brezno                                              | 120 min        |                      | ZSSK                 | 861                |                   |
| P80   | Košice – Kysak – Margecany – Spišská Nová Ves – Poprad-Tatry          | 60 min         |                      | ZSSK                 | 162/362 +          |                   |
| P81   | (Poprad-Tatry –) Liptovský Hrádek – Liptovský Mikuláš                 | 60 (120) min   |                      | ZSSK                 | 162/362 +          |                   |
| P82   | Štrba – Štrbské Pleso                                                 | 30 min         |                      | ZSSK                 | 495.95             |                   |
| P83   | Poprad-Tatry – Starý Smokovec – Štrbské Pleso                         | 30 min         |                      | ZSSK                 | 495.95             |                   |
| P84   | Starý Smokovec – Tatranská Lomnica                                    | 60 min         |                      | ZSSK                 | 425.95             |                   |
| P85   | Poprad-Tatry – Kežmarok (– Spišská Belá – Stará Ľubovňa)              | 60 (120) min   |                      | ZSSK                 | 813.11             |                   |
| P86   | Poprad-Tatry – Tatranská Lomnica                                      | 120 min        |                      | ZSSK                 | 813.0              |                   |
| P87   | Margecany – Gelnica – Nálepkovo                                       | 60 min         |                      | ZSSK                 | 812                |                   |
| P88   | Nálepkovo – Dobšinská ľadová jaskyňa                                  | 120 min        |                      | ZSSK                 | 812                |                   |
| P90   | Prešov – Košice – Michaľany – Slovenské Nové Mesto – Čierná nad Tisou | 120 min        |                      | ZSSK                 | 162/362 +          |                   |
| P91   | Michaľany – Trebišov                                                  | 60 min         |                      | ZSSK                 | 812                |                   |
| P92   | Košice – Moldava nad Bodvou                                           | 120 min        |                      | ZSSK                 | 813.0, 812         |                   |
| P93   | Prešov – Hanušovice nad Topľou – Humenné – Koškovce (– Medzilaborce)  | 60 (120) min   |                      | ZSSK                 | 812                |                   |
| P94   | Prešov – Raslavice (– Bardejov)                                       | 60 (120) min   |                      | ZSSK                 | 861                |                   |
| P95   | Mezdilaborce – Łupków – Sanok (– Rzeszów)                             | nepravidelně   |                      | ZSSK                 | SA140              |                   |
| P96   | Humenné – Snina – Stakčín                                             | 60 min         |                      | ZSSK                 | Autobus            | Dlouhodobá výluka |

### Noční linky
| Linka | Trasa                                                           | Aktuální dopravce | Aktuální dopravce | Nasazované vozidlo | Poznámka |
| ----- | --------------------------------------------------------------- | ----------------- | ----------------- | ------------------ | -------- |
| N1    | Bratislava – Žilina – Košice – (Prešov) – Humenné               |                   | ZSSK              |                    |          |
| N2    | (Humenné/Prešov –) Košice – Žilina – Mosty u Jablunkova – Praha |                   | ZSSK              |                    |          |
| N3    | Bratislava – Žilina – Košice – Trebišov – Humenné               |                   | ZSSK              |                    |          |
| N4    | Budapešť – Bratislava – Břeclav (– Praha/Ostrava)               |                   | ZSSK              |                    |          |